# Raspailia rubrum
Raspailia rubrum är en svampdjursart som beskrevs av Kirk 1911. Raspailia rubrum ingår i släktet Raspailia och familjen Raspailiidae. Inga underarter finns listade i Catalogue of Life.